# ألان غوثري
ألان غوثري (بالإنجليزية: Allan Guthrie)‏ هو صحفي وكاتب بريطاني، ولد في 5 يونيو 1965 في جزر أوركني في المملكة المتحدة.